# Albert Emil Kirchner

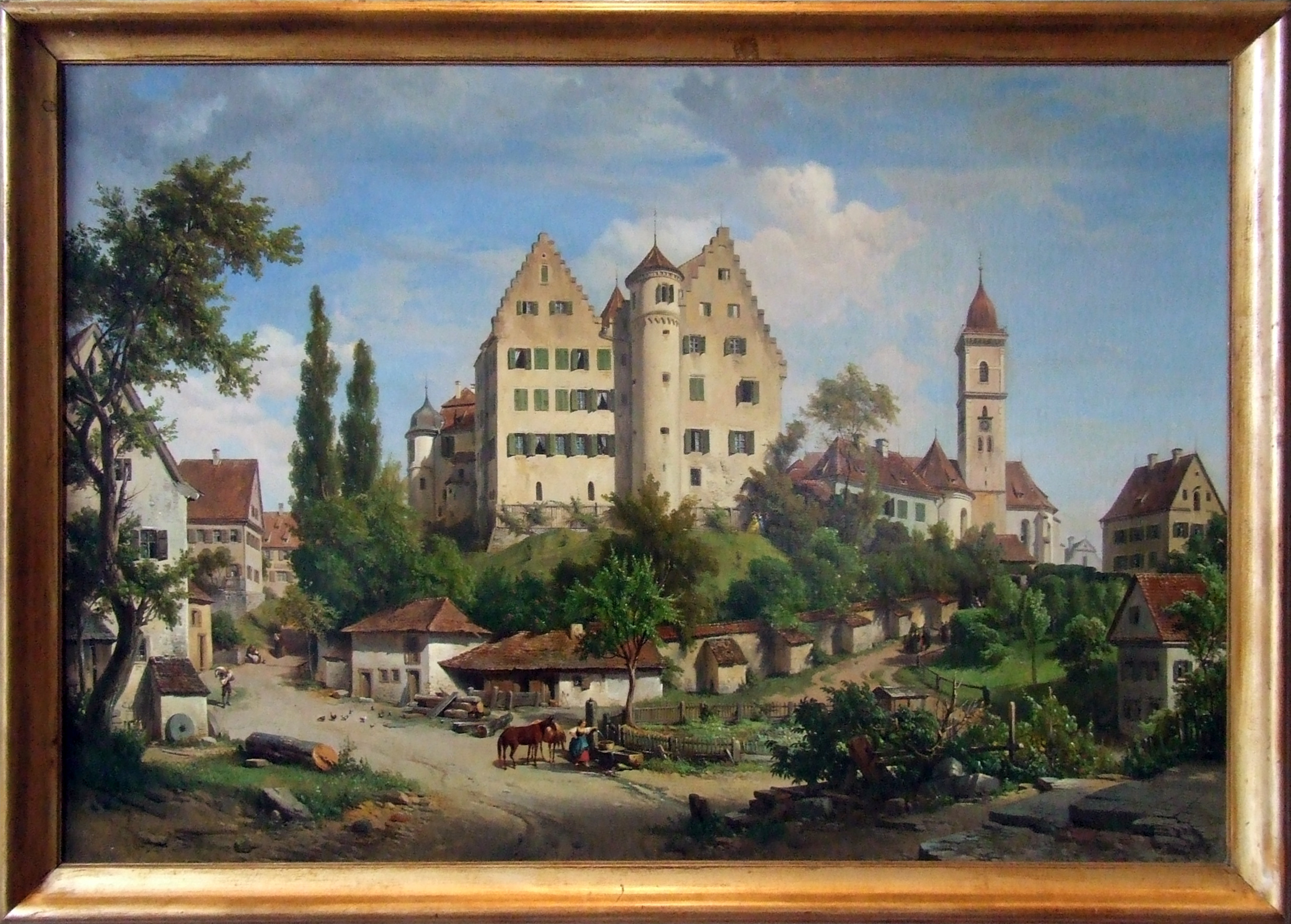
Schloss und Stadt Aulendorf, Gemälde von Albert Emil Kirchner, um 1860

Albert Emil Kirchner (* 12. Mai 1813  in Leipzig; † 4. Juni 1885 in München) war ein deutscher Maler, Zeichner und Grafiker.

## Leben
Kirchner war der Sohn eines Tischlermeisters. Er besuchte zunächst die Lateinschule Sankt Thomas in Leipzig und mit 13 Jahren die von Albert Geutebrück  (1801–1868) geleitete Bauschule. Zwei Jahre später war er an der Leipziger Akademie Schüler von Friedrich Brauers. Danach besuchte er die Kunstakademie in Dresden, wo der spätere Architektur- und Landschaftsmaler ein Schüler von Johan Christian Clausen Dahl und Caspar David Friedrich wurde. 1832 ging er nach München, „mußte aber schon 1833 nach Leipzig zurückkehren, um seiner Militärpflicht zu genügen.“
1834 zog er mit seiner Frau, die er 1836 ehelichte, endgültig nach München. In München erhielt er aus Leipzig von Ludwig Puttrich den Auftrag Illustrationen für das Sammelwerk „Denkmale der Baukunst des Mittelalters“, dessen erster Band 1836 erschien, anzufertigen.
Neben Zeichnungen widmete er sich auch der Malerei, wobei er seine Motive nicht zuletzt auf zahlreichen Reisen fand, die ihn u. a. nach Südtirol, Verona, Venedig, in die Rheingegend und besonders auch in die Gegend von Heidelberg führten.
Kirchner wurde Mitglied der Münchener Akademie und der Staat ehrte ihn durch Verleihung der großen Pension.

## Ostbahn-Serie

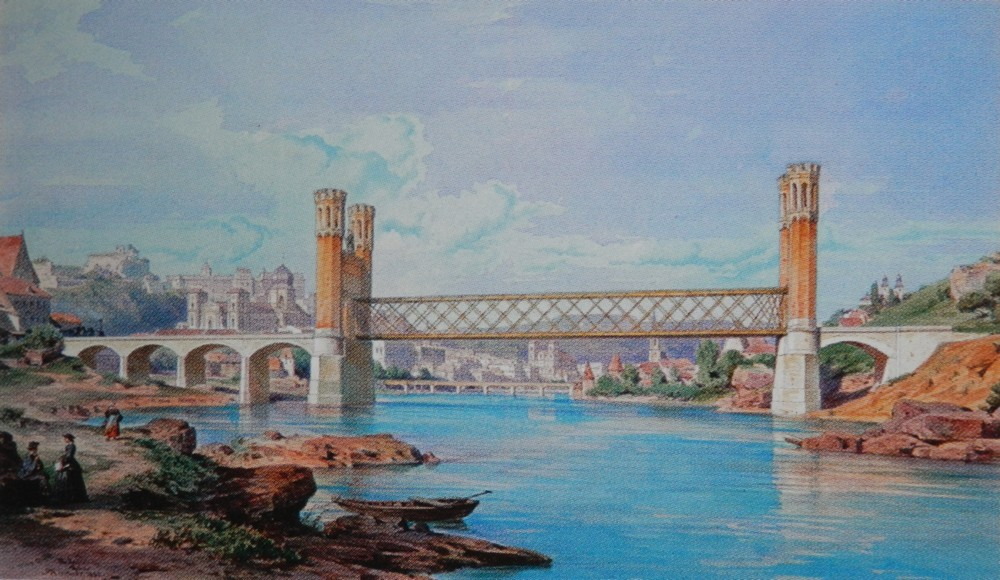
Ansicht der Passauer Innbrücke aus der Ostbahn-Serie

Zwischen 1859 und 1862 malte Kirchner im Auftrag der Bayerischen Ostbahn eine Serie von Aquarellen Ansichten von Ortschaften an den bayerischen Ostbahnen und widmete sie ihrem Direktor Paul Camille von Denis. Die Bilder sind heute im Bestand des DB-Museums und werden als wichtige Quelle zur Eisenbahngeschichte häufig in der Literatur wiedergegeben.